# 북청군
북청군(北靑郡)은 함경남도 동부에 있는 군이다.

## 역사
구석기의 유물은 발견되지 않았지만, 신석기시대의 유물이 강상리 일대에서 발견되어, 신석기부터 사람이 살았다고 추정된다. 청동기 유물도 강상리, 토성리 일대에서 발견되었다.
함경도 지역은 본래 옥저가 위치한 땅이었고, 옥저는 기원전 1세기에서 2세기를 전후해 고구려에 속했다. 고구려의 영토 확장으로 이곳에 군이나 현을 설치했을 수 있으나, 기록이 없어서 알 수 없다. 신라의 진흥왕(眞興王)이 지금의 원산 이북으로 영토를 늘림에 따라 북청군도 신라의 영역에 포함되었으나, 다시 고구려의 땅으로 되돌아갔다.
고구려가 멸망한 뒤 발해의 땅이 되었는데, 발해 오경의 하나인 남경남해부(南京南海部)를 이곳으로 비정하는 설이 유력하다. 남경남해부에 살던 여진족들은 더 남하하여 안변 등지에서 노략질을 하는 경우가 많아졌다. 발해 멸망 뒤에는 오랫동안 여진(女眞)에게 점령되어 있었으며, 북청 일대는 고려가 천리장성(千里長城)을 쌓을 때 성 밖에 있었고 들이 흩어져 살았지만, 예종(睿宗) 2년(1107년)에 윤관(尹瓘)이 17만 대군으로 함흥 평야 일대를 공격하여 여진을 축출, 지금의 함경도와 두만강 이북에 걸치는 땅에 이른바 동북 9성을 설치하였으나 곧 여진에 반환하였고, 뒤에 원(元)에 함몰되어 철령 이북 땅을 관할하는 원의 쌍성총관부(雙城摠管府) 관하 고을로써 삼살(三撒)이라 불렸다.
공민왕(恭愍王) 5년(1356년)에 반원정책으로 북진을 단행, 해당 지역을 원으로부터 빼앗아 안북천호방어소(安北千戶防禦所)를 두었다. 북청주(北靑州)라는 이름으로 개칭된 동왕 21년(1372년)부터 처음으로 북청(北靑)이라는 이름을 사용하기 시작하였으며, 북청주에는 안무사(安撫使)가 파견되어 만호(萬戶)를 겸했다.
여진족 출신으로 조선 태조(太祖) 이성계(李成桂)의 의형제인 쿠룬투란티무르(古論豆蘭帖木兒)의 고향으로 알려져 있다. 태조(太祖) 7년(1398년)에 잠시 이름을 청주(靑州)로 고쳤으나, 태종(太宗) 17년(1417년)에 같은 이름을 가진 청주목(淸州牧)과의 구별을 위해 다시 북청(北靑)으로 되돌렸다. 세종(世宗) 9년(1427년)에 도호부(都護府)로 승격되었고, 세조(世祖) 12년(1466년)에 북청에 진(鎭)을 설치하고 단천군, 홍원현, 이성현 등을 관할하게 하였으며, 북청부사가 함경도의 병마절도부사(兵馬節度副使)를 겸하게 하였다. 또 판관(判官)을 두었다가 얼마 안 가서 부사는 폐해 버렸다. 이듬해(1467년)에 길주(吉州)에서 일어난 이시애의 난이 진압된 뒤, 남도와 북도의 거리가 너무 멀다는 이유로 북청에 남도절도사(南道節度使)의 본영(本營)을 두었다.
북청부사는 또한 함경남도병마절제사(咸鏡南道兵馬節制使)에 수군절도사(水軍節度使)를 겸하였는데, 중종(中宗) 4년(1509년)에 수군절도사를 감원하였다가 뒤에 다시 겸하였다. 동왕 12년(1517년)에 북청에 읍성이 수축되었다.
임진왜란 당시 이지란의 8대손 이희당(李希唐)이 이붕수(李鵬壽) 등과 결의, 정문부(鄭文孚)를 대장으로 추대하고 의병을 일으켜 전장에서 공적을 세웠다. 이희당은 백탑(白塔)에서 일본군과의 교전 중에 이붕수 등과 함께 전사하였다.
경종(景宗) 원년(1721년)에 따로 부사를 설치하면서 판관을 없앴다.
| Daedongyeojido (Gyujanggak) 05-04.jpg | Daedongyeojido (Gyujanggak) 05-03.jpg |
| Daedongyeojido (Gyujanggak) 06-04.jpg | Daedongyeojido (Gyujanggak) 06-03.jpg |

고종(高宗) 32년(1895년)에 군으로 고쳤다.
일제강점기인 1931년 4월 1일 북청면이 북청읍으로 승격하였다. 1942년 4월 1일 신창면을 신창읍으로 승격하였다.

## 지리
남쪽에는 동해와 접하고 있다. 함경산맥이 군을 관통하기 때문에 북청군은 산지가 많은 지형이나, 해안가를 따라서 좁은 평야 지대가 펼쳐져 있다. 최고봉은 검덕산이다. 군 내부에 남대천과 보천천이 흐르며, 이 일대는 다른 지역보다 상대적으로 온화한 기후를 띤다.
남쪽으로 신포시, 서쪽으로 홍원군, 북쪽으로 덕성군, 동쪽으로 리원군과 접한다.

## 해방 이후
- 1952년 :신창군, 신포군, 덕성군도 분리시키고 면을 폐지했다.
- 1974년 : 신창군을 다시 폐지시키고 북청군에 합쳤다.

## 산업
농사를 짓기에 상당히 유리한 조건을 갖추고 있어서, 농업이 활발하다. 임산자원이 풍부하며, 인근의 신포에는 어족이 많아 수산업도 활발하다. 북청읍 일대에는 북청평야가 펼쳐져 있어, 많은 곡식을 생산해낸다. 관개 시설이 발달해 있어서 농사 짓기에 수월하며 주요 작물로는 쌀, 보리, 기장. 조, 옥수수 등이 있다.
토질이 과실 재배에 알맞기 때문에 배, 밤, 사과, 자두, 살구 등을 예전부터 재배해 왔다.
또, 북청읍에서는 목축업이 활발하고, 양돈과 양잠업은 농촌의 부업으로 일반화되어있다.
주요 광물로 철, 구리 등이 있다. 북청읍에는 아마 공장과 주석산 공장이 있다.

## 행정 구역
북청군은 1개의 읍, 2개의 로동자구, 38개의 리를 관할한다.

### 읍
- 북청읍 (北靑邑) - 군인민정부 소재지

### 로동자구
- 신북청로동자구 (新北靑勞動者區)
- 신창로동자구 (新昌勞動者區)

### 리
- 서리 (西里)
- 죽상리 (竹上里)
- 중평리 (仲坪里)
- 장항리 (獐項里)
- 청흥리 (靑興里)
- 당우리 (唐隅里)
- 문동리 (文洞里)
- 부동리 (富洞里)
- 종산리 (鐘山里)
- 오평리 (梧坪里)
- 라흥리 (羅興里)
- 룡전리 (龍田里)
- 신상리 (新上里)
- 안곡리 (安谷里)
- 량가리 (良家里)
- 양천서리 (楊川西里)
- 토성리 (土城里)
- 지만리 (芝滿里)
- 라하대리 (羅荷坮里)
- 봉의리 (鳳儀里)
- 초리 (初里)
- 중리 (中里)
- 마산리 (馬山里)
- 상세동리 (上細洞里)
- 양천동리 (楊川東里)
- 청해리 (靑海里)
- 경안대리 (景安坮里)
- 동도리 (東島里)
- 건자리 (乾自里)
- 반송리 (盤松里)
- 상립석리 (上立石里)
- 평리 (坪里)
- 하세동리 (下細洞里)
- 만춘리 (晩春里)
- 보천리 (寶泉里)
- 하호리 (荷湖里)
- 덕음리 (德音里)
- 예승리 (藝昇里)

## 교통
도로가 북청읍을 중심으로 사방으로 연결되어 있다. 국도가 동쪽으로 단천으로, 서남쪽으로 신창, 신포, 함흥으로, 북쪽은 남대천을 따라 풍산으로 향한다.
철도는 해안을 따라 선로가 나 있고, 덕성선, 북청선, 평라선이 지나간다.

## 같이 보기
- 북청사자놀음